# Mönchstraße 5 (Stralsund)
Das Gebäude Mönchstraße 5 in Stralsund ist ein denkmalgeschütztes Bauwerk in der Mönchstraße.

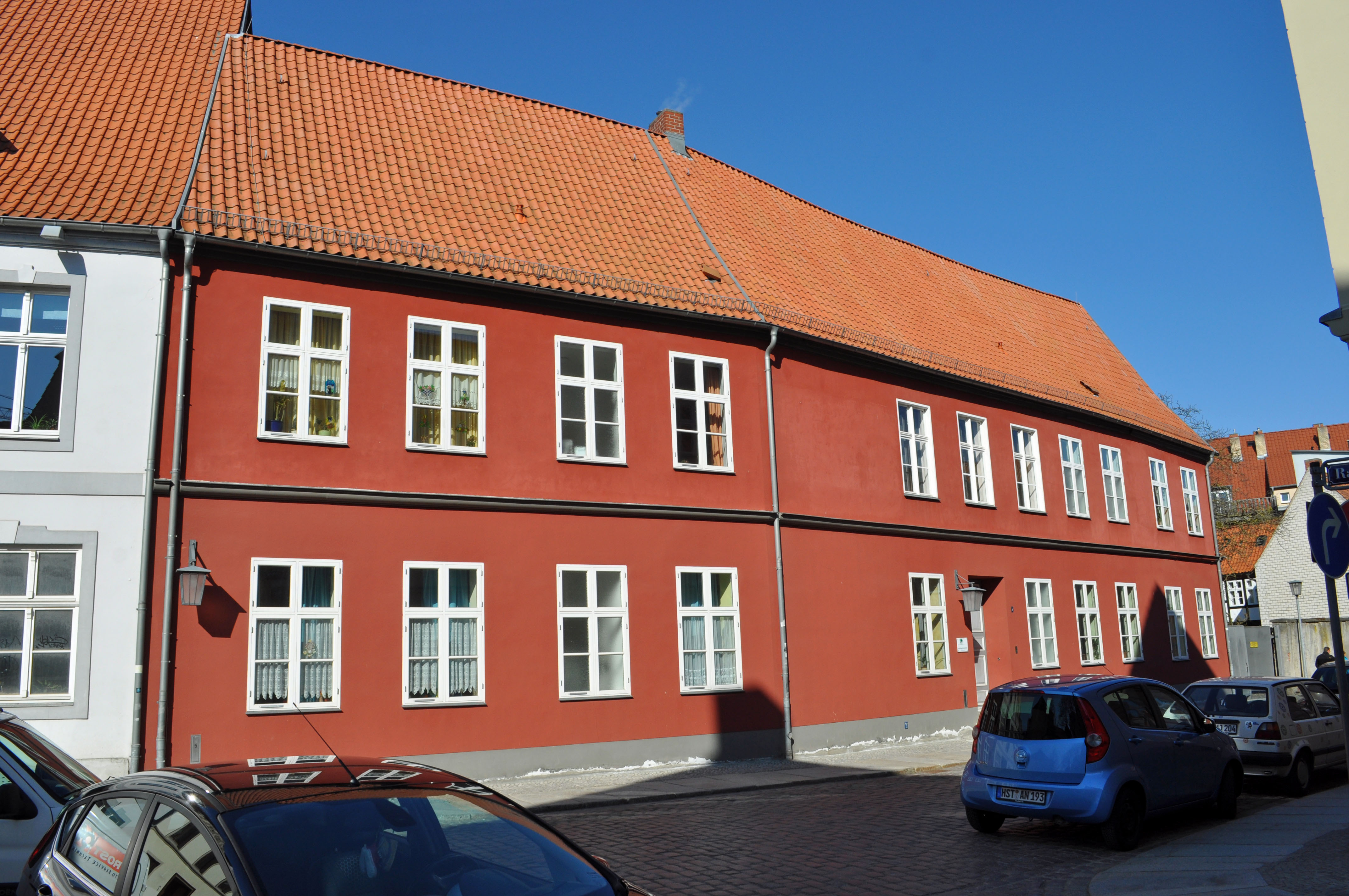
Haus Mönchstraße 5 in Stralsund (2012)

Das zweigeschossige Traufenhaus ist in der zweiten Hälfte des 18. Jahrhunderts aus zwei Gebäuden entstanden, die zusammengelegt wurden. Die spätbarock gestaltete Fassade wurde verputzt und mit einem trennenden Gesimsband versehen. Das Haus steht, wie auch das benachbarte Haus Nr. 6, auf dem Gelände des Predigeranwesens von St. Nikolai, dessen Haus Ende des 17. Jahrhunderts durch einen Brand zerstört wurde.
Das Haus im Kerngebiet des von der UNESCO als Weltkulturerbe anerkannten Stadtgebietes des Kulturgutes „Historische Altstädte Stralsund und Wismar“ ist in die Liste der Baudenkmale in Stralsund eingetragen.